# Graceland (album)
Treść tego artykułu może nie być zgodna z zasadami neutralnego punktu widzenia.
 Po wyeliminowaniu niedoskonałości należy usunąć szablon {{Dopracować}} z tego artykułu.
Graceland – siódmy album amerykańskiego muzyka Paula Simona, wydany 12 sierpnia 1986 r. przez wytwórnię Warner Bros. Album zdobył w roku 1986 Nagrodę Grammy w kategorii Album of the Year, tytułowa piosenka z kolei statuetkę za Record of the Year w 1987 r. Został również włączony w poczet National Recording Registry wraz z innymi dwudziestoma czterema znaczącymi dziełami w 2007 r.
Wczesne lata 80. okazały się trudnym okresem dla Paula Simona. Mimo iż jego pozycja jako zdolnego autora piosenek była pewna, albumy takie jak One Trick Pony oraz Hearts and Bones, nie przysporzyły mu tej samej popularności, co płyty z lat 70. W 1986 r. Simon wydał Graceland, album, który sprzedał się w ilości kilkunastu milionów egzemplarzy oraz przywrócił do życia jego karierę. Płyta stanowi idealny przykład wysoko cenionego talentu kompozytorskiego Simona, ale jej istota nie tkwi jedynie w warstwie muzycznej. Graceland postrzegany jest jako album ważny, ponieważ stanowi jedną z najbardziej kontrowersyjnych płyt w historii rock and rolla. Początkowo Simon został poddany krytyce z powodu zwalczania kulturowego bojkotu RPA. Dalsze kontrowersje wynikły, gdy odkryto, że w tekstach Simona nie pojawiają się żadne komentarze przeciwko apartheidowi. Mimo iż Paul Simon wszczął polityczną burzę, wielu sądziło, że popełnił znaczący błąd, unikając politycznego aspektu.
Początkowe intencje Simona odnośnie do Graceland były obliczone jedynie na przyniesienie korzyści samemu sobie. Muzyk udał się do Afryki Południowej, by odkrywać intrygujący dlań styl muzyczny, który mógł nadać wiele świeżości jego muzyce. Wszelkie intencje, by krytykować apartheid, stanowiły rolę drugorzędną – głównym celem było stworzenie albumu, który wykorzystywałby unikalne tradycje muzyczne Afryki Południowej. Poprzez połączenie muzyki RPA wraz z licznymi gatunkami muzyki amerykańskiej, Simon składa na Graceland swoiste społeczne oświadczenie. Mimo wielu konceptów muzycznych, Graceland przypomina, że ludzkość – mimo różnic kulturowych – jest jednolita. Pośrednio album nabrał także politycznego znaczenia. Graceland sprawił, że nowa publiczność miała możliwość doświadczyć nie tylko bogatego dziedzictwa czarnej ludności Afryki Południowej, ale również kulturowej walki wywołanej apartheidem.

## Lista utworów
Wszystkie utwory zostały napisane i skomponowane przez Paula Simona, wyjątki tam gdzie zaznaczono. 
1. "The Boy in the Bubble" (Forere Motloheloa/Paul Simon) - 3:59
2. "Graceland" - 4:48
3. "I Know What I Know" (General MD Shirinda/Simon) - 3:13
4. "Gumboots" (Lulu Masilela/Jonhjon Mkhalali/Simon) - 2:44
5. "Diamonds on the Soles of Her Shoes" (Joseph Shabalala/Simon) - 5:45
6. "You Can Call Me Al" - 4:39
7. "Under African Skies" - 3:37
8. "Homeless" (Shabalala/Simon) - 3:48
9. "Crazy Love, Vol. II" - 4:18
10. "That Was Your Mother" - 2:52
11. "All Around the World or the Myth of Fingerprints" - 3:15

## Zestawienia muzyczne
- W 1986 r. Graceland został uznany przez amerykański tygodnik muzyczny The Village Voice za album roku.
- W 1998 r. czytelnicy muzycznego magazynu Q uplasowali dzieło na 56. miejscu na liście płyt wszech czasów.
- W 1989 r. magazyn Rolling Stone umieścił album na 5. miejscu swojej listy Najlepsze albumy wydane w latach 80.
- Album zajął również 81. miejsce na liście 500 albumów wszech czasów magazynu Rolling Stone.
- Utwór Graceland został umieszczony na 485. miejscu listy 500 utworów wszech czasów magazynu Rolling Stone.
- W 2006 r. tygodnik Time uznał Graceland za jeden ze stu najlepszych albumów wszech czasów.